# Truchas (Spanyolország)
Truchas (asztur-leóni nyelven Trueitas) település Spanyolországban, León tartományban. Lakosainak száma 392 fő (2024).

## Földrajza
Truchas Encinedo, Castrillo de Cabrera, Ponferrada, Lucillo, Luyego, Castrocontrigo, Muelas de los Caballeros, Espadañedo és Rosinos de la Requejada községekkel határos.

## Népesség
A település lakosságának változását az alábbi diagram mutatja:
| Lakosok száma | 759  | 673  | 619  | 539  | 529  | 454  | 426  | 443  | 418  | 392  |
|               | 2001 | 2004 | 2007 | 2009 | 2011 | 2015 | 2017 | 2019 | 2022 | 2024 |